# Aurora Dan
Aurora Dan, född den 5 oktober 1955 i Bukarest, Rumänien, är en rumänsk fäktare som tog OS-silver i damernas lagtävling i florett i samband med de olympiska fäktningstävlingarna 1984 i Los Angeles.